# Cisternas
Cisternes-la-Forêt és un municipi francès situat al departament del Puèi Domat i a la regió d'Alvèrnia-Roine-Alps. L'any 2007 tenia 480 habitants.

## Demografia

### Població
El 2007 la població de fet de Cisternes-la-Forêt era de 480 persones. Hi havia 204 famílies de les quals 72 eren unipersonals (44 homes vivint sols i 28 dones vivint soles), 48 parelles sense fills, 60 parelles amb fills i 24 famílies monoparentals amb fills.
La població ha evolucionat segons el següent gràfic:
Habitants censats

### Habitatges
El 2007 hi havia 279 habitatges, 204 eren l'habitatge principal de la família, 44 eren segones residències i 31 estaven desocupats. 257 eren cases i 20 eren apartaments. Dels 204 habitatges principals, 169 estaven ocupats pels seus propietaris, 27 estaven llogats i ocupats pels llogaters i 8 estaven cedits a títol gratuït; 6 tenien dues cambres, 21 en tenien tres, 48 en tenien quatre i 129 en tenien cinc o més. 128 habitatges disposaven pel capbaix d'una plaça de pàrquing. A 86 habitatges hi havia un automòbil i a 99 n'hi havia dos o més.

### Piràmide de població
La piràmide de població per edats i sexe el 2009 era:
| Homes | Edats   | Dones |
| ----- | ------- | ----- |
| 0     | 95 o +  | 0     |
| 0     | 90 a 94 | 8     |
| 0     | 85 a 89 | 0     |
| 4     | 80 a 84 | 0     |
| 8     | 75 a 79 | 12    |
| 12    | 70 a 74 | 12    |
| 16    | 65 a 69 | 8     |
| 24    | 60 a 64 | 28    |
| 4     | 55 a 59 | 12    |
| 24    | 50 a 54 | 12    |
| 8     | 45 a 49 | 12    |
| 28    | 40 a 44 | 12    |
| 16    | 35 a 39 | 12    |
| 12    | 30 a 34 | 16    |
| 16    | 25 a 29 | 24    |
| 8     | 20 a 24 | 12    |
| 16    | 15 a 19 | 12    |
| 8     | 10 a 14 | 8     |
| 12    | 5 a 9   | 20    |
| 20    | 0 a 4   | 0     |

## Economia
El 2007 la població en edat de treballar era de 300 persones, 226 eren actives i 74 eren inactives. De les 226 persones actives 210 estaven ocupades (112 homes i 98 dones) i 16 estaven aturades (5 homes i 11 dones). De les 74 persones inactives 33 estaven jubilades, 20 estaven estudiant i 21 estaven classificades com a «altres inactius».

### Ingressos
El 2009 a Cisternes-la-Forêt hi havia 194 unitats fiscals que integraven 425 persones, la mediana anual d'ingressos fiscals per persona era de 13.968 €.

### Activitats econòmiques
Dels 19 establiments que hi havia el 2007, 1 era d'una empresa extractiva, 2 d'empreses de fabricació d'altres productes industrials, 4 d'empreses de construcció, 2 d'empreses de comerç i reparació d'automòbils, 4 d'empreses d'hostatgeria i restauració, 1 d'una empresa financera, 1 d'una empresa immobiliària, 3 d'empreses de serveis i 1 d'una empresa classificada com a «altres activitats de serveis».
Dels 4 establiments de servei als particulars que hi havia el 2009, 2 eren paletes, 1 guixaire pintor i 1 lampisteria.
L'any 2000 a Cisternes-la-Forêt hi havia 54 explotacions agrícoles que ocupaven un total de 1.722 hectàrees.

## Equipaments sanitaris i escolars
El 2009 hi havia 2 escoles elementals.

## Poblacions més properes
El següent diagrama mostra les poblacions més properes.